# دركة
الدِّرْكَة أو خشب الموس جنس من ثلاثة أو أربعة أنواع من النباتات المزهرة في فصيلة المثنانية ، مهدهها أمريكا الشمالية.سُمِّي الجنس على اسم دركة في الأساطير الإغريقية. ساقها مرنة بشكل استثنائي ويصعب تمزيق اللحاء باليد ؛ لذا استخدمها الأمريكيون الأصليون في شرق أمريكا الشمالية سيقانها سيورًا و حبالًا. تطول أعضاء الجنس إلى أقصى ارتفاع نحو ثلاثة أمتار وغالبًا ما ترتبط بغابات غنية ورطبة أو منحدرات فوق الجداول أو الجداول.
مع أنها مدرجة أنها سامة في بعض المنشورات لأن سيقانها وأوراقها تحتوي على بلورات أكسالات الكالسيوم إلا أن سميتها غير مؤكدة وقد تكون منخفضة. وبالمثل قد تحتوي ثمارها على خصائص مخدرة مع أن هذا الادعاء لا يزال غير مثبت. 